# Something in Red
Something in Red (с англ. — «Что-то в красном») — второй студийный альбом американской кантри-певицы Лорри Морган, изданный 9 апреля 1991 года на лейбле RCA Records Nashville. Продюсером альбома выступил Richard Landis. Альбом два года подряд включался в итоговые годовые списки лучших кантри-дисков в США.
Он достиг 8-го места в чарте кантри-альбомов Billboard, включая синглы № 3 «We Both Walk», № 9 «A Picture of Me (Without You)» (кавер-версия песни Джорджа Джонса из его альбома 1972 года A Picture of Me (Without You)), № 4 «Except for Monday» и № 14 заглавную песню. Дуэт с Долли Партон «Best Woman Wins» появился одновременно в альбоме Something in Red и в альбоме Партон Eagle When She Flies.

## Отзывы
| Оценки критиков  | Оценки критиков |
| Источник         | Оценка          |
| ---------------- | --------------- |
| AllMusic         | [ 1 ]           |
| Chicago Tribune  | [ 2 ]           |
| Robert Christgau | [ 3 ]           |

Something in Red получил положительные отзывы от музыкальных критиков.
Allmusic отметил, что «Морган отказалась от грустных песен в своем втором альбоме — мудрый шаг. (Первую часть своей жизни она прожила, будучи дочерью Джорджа Моргана; она не хотела бы провести оставшуюся часть в качестве вдовы Кита Уитли). Вместо этого она сосредоточилась на спокойном кантри и балладах, таких как заглавная композиция, которая рассказывает о цветах платья на разных этапах жизни женщины. Долли Партон исполняет дуэтом песню „Best Woman Wins“ (Лучшая женщина побеждает)».

## Список композиций
| №   | Название                                | Автор(ы)                                | Длительность |
| --- | --------------------------------------- | --------------------------------------- | ------------ |
| 1.  | «Autumn's Not That Cold»                | Skip Ewing, Max D. Barnes               | 3:41         |
| 2.  | «We Both Walk»                          | Tom Shapiro, Chris Waters               | 3:05         |
| 3.  | «Something in Red»                      | Angela Kaset                            | 4:40         |
| 4.  | «Except for Monday»                     | Reed Nielsen                            | 2:56         |
| 5.  | «A Picture of Me (Without You)»         | Norro Wilson, George Richey             | 3:39         |
| 6.  | «Tears on My Pillow»                    | Sylvester Bradford, Al Lewis            | 3:09         |
| 7.  | «Best Woman Wins» (дуэт с Долли Партон) | Долли Партон                            | 3:18         |
| 8.  | «In Tears»                              | Rory Bourke, Mike Reid                  | 3:25         |
| 9.  | «Hand Over Your Heart»                  | Larson Paine, Bobby Paine, Essra Mohawk | 3:10         |
| 10. | «Faithfully»                            | Jonathan Cain                           | 3:58         |

## Чарты

### Еженедельные чарты
| Чарт (1991—1992)                   | Высшая позиция |
| ---------------------------------- | -------------- |
| Канада (Country Albums, RPM)       | 13             |
| США (Billboard 200)                | 53             |
| США (Billboard Top Country Albums) | 8              |

### Годовые итоговые чарты
| Чарт (1992)                        | Позиция |
| ---------------------------------- | ------- |
| США Billboard 200                  | 90      |
| США Top Country Albums (Billboard) | 14      |
| Чарт (1993)                        | Позиция |
| США Top Country Albums (Billboard) | 53      |